# 전이 (의학)
전이(轉移, 의학: metastasis)는 암세포가 혈관이나 림프관으로 타다가 어느 한 곳에 자리를 잡고 증식하여 또다른 종양을 형성하는 것이다. 용어는 일반적으로 암성 종양에 의한 전이를 지칭할 때 사용된다.
순환 종양 세포로 알려진 일부 암세포는 림프관이나 혈관의 벽을 관통하는 능력을 갖게 되고, 이를 통해 혈액을 통해 체내의 다른 부위와 조직으로 순환할 수 있게 된다. 암세포가 다른 부위에 자리를 잡게 된 후, 혈관이나 벽에 재침투하여 계속 증식하고, 결국 임상적으로 검출 가능한 또 다른 종양을 형성한다. 이 새로운 종양은 전이성(또는 이차성) 종양으로 알려져 있다. 전이 능력이 없는 종양을 양성 종양이라고 하여 전이 능력의 존재 여부는 암과 양성 종양을 구분하는 기준이 된다. 대부분의 암은 정도가 다르지만 전이가 가능하다.
종양세포가 전이되면 새로운 종양을 2차 또는 전이성 종양이라고 하며, 그 세포는 원래 또는 1차 종양의 세포와 유사하다.

## 같이 보기
- 브라운 세카르 증후군
- 양전자 방출 단층촬영